# Gesellschaft für Elektroakustische und Mechanische Apparate
Pour les articles homonymes, voir GEMA.
Gesellschaft für elektroakustische und mechanische Apparate (GEMA) (Société pour les appareils électroacoustiques et mécaniques) fut un important fabricant de systèmes électroniques militaires. Elle a développé et livré les premiers dispositifs de sonar et de radar de la marine allemande. Elle fut créée en 1934 et sa dissolution se fit à la fin de la Seconde Guerre mondiale en 1945.

## Histoire

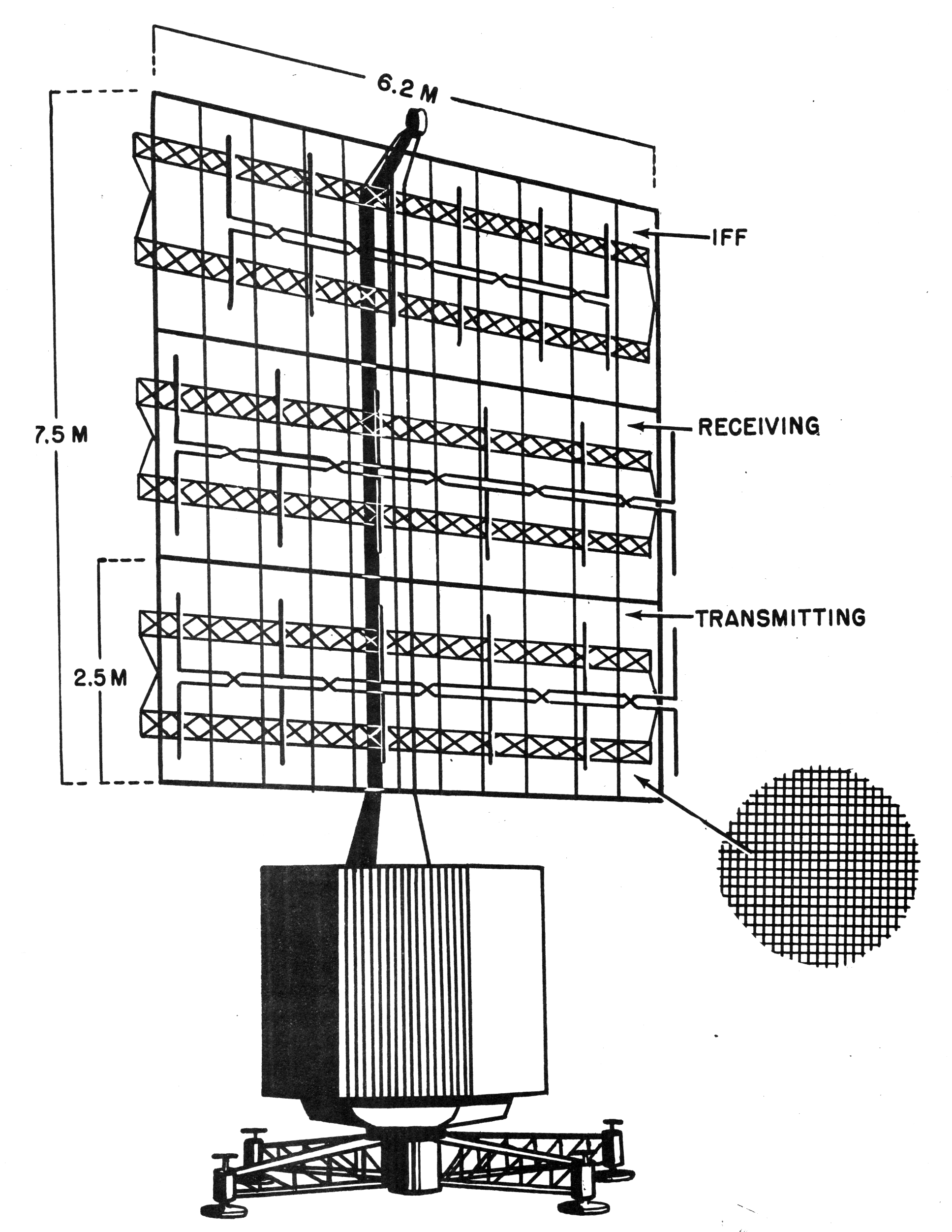
Radar Freya polaire.

C'est le physicien Rudolf Kühnhold, chef du laboratoire de recherche de la marine allemande à Kiel, qui suggéra la création de l'entreprise aux ingénieurs Paul-Günther Erbslöh (1905-2002) et Hans-Karl von Willisen (1906-1966). En effet, Erbslöh et van Willisen avaient dès 1932 une entreprise dans le domaine, Managing der Tonographie GmbH, de l'enregistrement sonore et avaient travaillé avec le physicien au laboratoire sur la localisation des navires par des hydrophones, ce qui deviendra le sonar. Kühnhold pensa également à utiliser la réflexion des ondes radio pour ce qui deviendra le radar. Comme il ne souleva que peu d'intérêt auprès des entreprises dans le domaine, il se tourna la société des deux ingénieurs qui a ensuite prouvé la faisabilité de la technique avec des ondes décimétriques malgré la faible puissances d'émission des ondes de radiofréquence disponible à ce moment. 
Comme, Erbslöh et von Willisen n'avaient aucun contrat des autorités navales, ils ont décidé de créer GEMA pour ce nouveau domaine d'activité risqué, séparément de leur initiale entreprise.GEMA fut ainsi fondée le 16 janvier 1934 avec son siège social initialement au numéro 2 Gaußstraße à Berlin-Oberschöneweide. Le 26 septembre 1935, GEMA obtint une commande du Haut Commandement de la Marine pour développer leur premier système d'écholocalisation avec des ondes radio de 50 cm de longueur d'onde,. L'appareil fut un succès, jetant les bases pour le développement et la production d'autres dispositifs.
Quand l'espace à Oberschöneweide ne suffit plus, la société acheta en septembre 1937 une usine désaffectée de production de linoléum de Linolwerke AG à Berlin-Köpenick (154-158 Wendenschloßstraße) et y déménagea en 1938. GEMA développa d'abord les radars Freya et Seetakt pour la surveillance de l'espace aérien à la même époque que le physicien britannique Robert Watson-Watt développa les radars Chain Home pour le Royaume-Uni.
GEMA travailla ensuite à d'autres types de radars comme le Mammut et le Wassermann. Avec le déclenchement de la Seconde Guerre mondiale, GEMA se tourna vers la production de guerre de radars avec ses 3000 employés aux sites de Berlin-Köpenick, Jüterbog, Luckenwalde, Woltersdorf et Wahlstatt. Dans les derniers mois de la guerre, la production fut rapatriée vers le Schleswig-Holstein. Durant leur avancée, les forces d'occupation britanniques firent exploser les installations les 16 et 17 mai 1945, au grand dam des services secrets britanniques qui auraient voulu les prendre intactes. Cependant, les plans et devis de leurs radars furent récupérés.
GEMA fut dissoute à la fin de Seconde Guerre mondiale, car les Alliés ne permirent pas de production d’armement, et l'usine de Berlin fut reprise par VEB Funkwerk Köpenick.

## Employés clés
- Theodor Schulte, chef des laboratoires de haute fréquence ;
- Walter Brandt, directeur du Laboratoire de basse fréquence ;
- Hans Hollmann, spécialiste de l'électronique responsable de grandes avancées dans la mise au point du radar ;
- Heinz von Foerster, scientifique austro-américain qui fut l'un des fondateurs de la cybernétique de deuxième ordre.